# Bombattentatet i Dublin och Monaghan
Bombattentatet i Dublin och Monaghan inträffade den 17 maj 1974. En serie bilbomber exploderade i Dublin och Monaghan och dödade 33 personer och skadade över 300. Detta gjorde attentatet till den värsta terrorattacken under Konflikten i Nordirland. Attentatet utfördes av den lojalistiska paramilitära gruppen Ulster Volunteer Force.

## Händelse
I Dublin var bomberna placerade i centrala stan på Parnell Street, Talbot Street, och South Leinster Street mitt under middagsrusningen och dödade 26 personer. I Monaghan, en stad vid gränsen till Nordirland, exploderade en bilbomb vid North Road vid en pub och dödade sju personer.

## Utredning
Den lojalistiska paramilitära gruppen Ulster Volunteer Force utförde bombningen enligt deras officiella uttalande.
Ingen har blivit gripen för dådet trots att både Irland och Storbritannien har gjort flera undersökningar för att få reda på sanningen om vad som hände denna dag. En kontroversiell händelse är att Storbritanniens underrättelsetjänst MI6 inte vill lämna ut sin rapport till sina kollegor i Irland. Detta har gjort rykten och konspirationsteorier florerar om att brittisk militärpersonal kan vara inblandad i dådet och för att undvika en skandal och dåliga relationer med Irland ville man inte de skulle komma fram. Irland krävde 2005 att rapporten skulle lämnas över då det gått över 30 år sedan attacken och att det då  inte längre borde kunna vara någon skada för Storbritanniens säkerhet.